# Стетковщина
Стетко́вщина (бел. Сцяткоўшчына) — деревня в Вензовецком сельсовете Дятловского района Гродненской области Белоруссии. По переписи населения 2009 года в Стетковщине проживало 44 человека. Площадь сельского населённого пункта составляет 65,28 га, протяжённость границ — 8,18 км.

## География
Стетковщина расположена в 21 км к югу от Дятлово, 167 км от Гродно, 34 км от железнодорожной станции Новоельня.

## История
В 1897 году Стетковщина — деревня в Роготненской волости Слонимского уезда Гродненской губернии (28 домов, 191 житель).
В 1921—1939 годах Стетковщина находилась в составе межвоенной Польской Республики. В 1923 году — 26 хозяйств, 130 жителей. Рядом располагался фольварк (1 хозяйство, 11 жителей). В сентябре 1939 года Стетковщина вошла в состав БССР.
В 1996 году Стетковщина входила в состав Гербелевичского сельсовета и колхоза «Новая жизнь». В деревне имелись 63 хозяйства, проживало 188 человек.
13 июля 2007 года деревня была передана из ликвидированного Гербелевичского в Вензовецкий сельсовет.